# North Coast Pipeline
North Coast Pipeline – газопровід у штаті Огайо, створений як продовження системи Crossroads Pipeline. 
У другій половині 1990-х для поставок в Огайо природного газу з Індіани спорудили трубопровід Crossroads Pipeline. Від його кінцевої точки у Cygnet далі на схід транспортування блакитного палива могло здійснюватись через North Coast Pipeline, введений в експлуатацію у 1998 році. Останній створили шляхом перепрофіліювання продуктопроводу довжиною 135 миль від Cygnet до Клівленду. В наступні роки його доповнили відгалуженнями на північ до Толедо та на південь до Маріон, а також продовженням основної лінії від Клівленду до Mantua, в результаті чого загальна довжина системи досягла 280 миль. Пропускна здатність при цьому збільшилась до 1 млрд.м3 на рік. При цьому газопровід North Coast через інтерконнектор в Оберлін постачав блакитне паливо до великої системи Columbia Gas Transmission, яка обслуговує кілька північно-східних штатів, а також до ряду менших газопровідних мереж. 
У 21 столітті внаслідок розробки сланцевих формацій Утіка та Марцеллус в Аппалачах зменшилась потреба у поставках природного газу до східних штатів. На тлі цього в середині 2010-х років North Coast Pipeline запропонували використати як елемент нової системи Unity, призначеної для транспортування зріджених вуглеводневих газів зі сходу до Канади. Для цього спорудять перемичку між Кенсінгтоном та Mantua, що подаватиме ЗВГ до переведеного в реверсний режим North Coast Pipeline. Останній же буде транспортувати їх на захід Огайо до врізки у Crossroads Pipeline, який також стане частиною Unity. 